# Klaus Helmersen
Klaus Robert Elling Helmersen (født 1943) er en dansk erhvervsmand.
I 1973 blev Klaus Helmersen ejer af modefirmaet Carli Gry, der under hans ledelse blev kendt for Jackpot-kollektionen til kvinder og Cottonfield-kollektionen til mænd. Disse mærker stod i 1990'erne for afslappet og funktionelt fritidstøj i naturmaterialer. I 2001 fusioneredes Carli Gry International og InWear Group til IC Companys. Helmersen blev milliardær, da firmaet gik på børsen 1996, men han har senere tabt et trecifret millionbeløb under finanskrisen. Helmersen blev i 1999 tvunget ud af Carli Gry.
Helmersen købte TV-Byen i Gyngemosen og Radiohuset i Rosenørns Allé af DR. Samtidig forsøgte han uden held at overtage Ejendomsselskabet Norden. Han har også investeret i rederier.
Via et holdingselskab ejede han herregården Store Frederikslund, som han købte i 1999 for 75 mio. kr., men Helmersen satte i 2012 godset til salg med en udbudspris på 220-250 mio. kr. Han ejer desuden Glen Feshie Estate i Skotland.
Han er gift og har fire børn.